# Duell der Besten (1983)
Duell der Besten (Originaltitel: I Paladini. Storia d'armi e d'amori) ist ein italienischer Fantasyfilm aus dem Jahr 1983 nach Motiven aus dem Buch Der rasende Roland. Am 11. November dieses Jahres wurde er auch erstmals im deutschsprachigen Raum aufgeführt. Alternativer Originaltitel des Films: Orlando furioso.

## Inhalt
Zur Zeit der Kreuzzüge. Der jungen Bradamante wird geweissagt, dass sie sich in einen Mauren verlieben werde, der im Duell mit einem Christen getötet werde. Dieser Christ ist Orlando. Bradamante ist ein christlicher weiblicher Ritter, der maurische Held heißt Ruggero. Bradamante versucht das Schicksal zu wenden. Etliche Freunde, aber auch Feinde bemühen sich, die Liebe zu unterbinden. Schließlich muss sie sich einem Duell stellen. „(Die Paare) gehen am Ende liebevoll vereint der untergehenden Sonne entgegen.“

## Kritik
Die Kritik bemängelte, dass von den Motiven aus dem Buch Der rasende Roland, das Grundlage für den Film gewesen sein soll, kaum etwas zu entdecken sei.

„So wenig furios die Figur des Orlando ist, so blaß ist auch das historische Umfeld. Der Konflikt zwischen Mauren und Christen dient nur als Anlaß für zahlreiche Schwertkämpfe. Deutlich trägt der Film die negativen Züge einer Billigproduktion.“

„Kümmerliches Mischprodukt aus Ritter- und Fantasyfilm, bestimmt von Heldentum, Liebe und Haß, Treue und Pflicht - und Blutrünstigkeiten. Lexikon des internationalen Films“

## Sonstiges
- Der Film wurde mit einem David di Donatello für die besten Kostüme ausgezeichnet.